# Donyell Malen
Donyell Malen (Wieringen, Hollands Kroon, 19 de enero de 1999) es un futbolista neerlandés que juega en la demarcación de delantero para el Aston Villa F. C. de la Premier League.

## Trayectoria

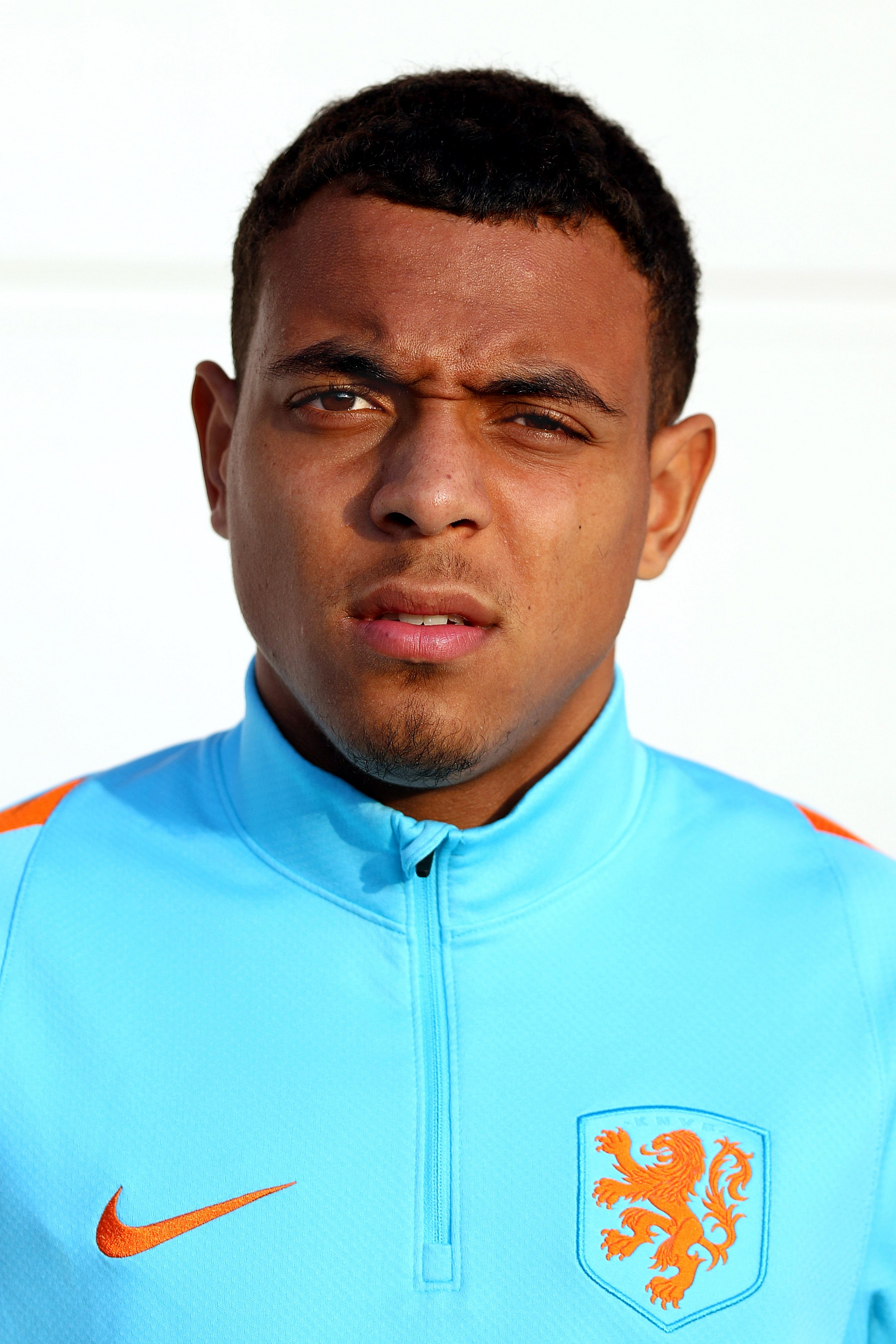
Donyell Malen con la selección de Países Bajos

Tras empezar a formarse como futbolista con las filas inferiores del PSV Eindhoven, finalmente en 2017 ascendió al segundo equipo. Hizo su debut el 20 de octubre de 2017 contra el RKC Waalwijk. En 2018 subió al primer equipo, haciendo su debut el 3 de febrero de 2018 contra el PEC Zwolle en la Eredivisie.
En la temporada 2020-21 marcó 27 goles en 45 partidos, números que despertaron el interés del Borussia Dortmund que en julio de 2021 anunció su fichaje por cinco años. En Alemania estuvo tres campañas y media antes de marcharse en enero de 2025 a Inglaterra para jugar en el Aston Vila F. C.

## Selección nacional
Tras jugar con la selección de fútbol sub-15 de Países Bajos, la sub-16, la sub-17, la sub-18, la sub-19 y la sub-21, finalmente hizo su debut con la selección absoluta el 6 de septiembre de 2019 en un partido contra Alemania que finalizó con un resultado de 2-4 a favor del combinado neerlandés tras los goles de Serge Gnabry y Toni Kroos de penalti para Alemania, y de Frenkie de Jong, Georginio Wijnaldum, un autogol de Jonathan Tah y un gol del propio Malen para el combinado neerlandés.

### Participaciones en Eurocopas
| Eurocopa      | Sede     | Resultado        | Partidos | Goles |
| ------------- | -------- | ---------------- | -------- | ----- |
| Eurocopa 2020 | Europa   | Octavos de final | 4        | 0     |
| Eurocopa 2024 | Alemania | Semifinales      | 4        | 2     |

### Goles internacionales
| #  | Fecha                   | Estadio                                     | Oponente  | Gol | Resultado | Competición                         |
| -- | ----------------------- | ------------------------------------------- | --------- | --- | --------- | ----------------------------------- |
| 1  | 6 de septiembre de 2019 | Volksparkstadion, Hamburgo, Alemania        | Alemania  | 2-3 | 2-4       | Clasificación para la Eurocopa 2020 |
| 2  | 30 de marzo de 2021     | Estadio Victoria, Gibraltar                 | Gibraltar | 0-5 | 0-7       | Clasificación para el Mundial 2022  |
| 3  | 7 de septiembre de 2021 | Johan Cruyff Arena, Ámsterdam, Países Bajos | Turquía   | 6-0 | 6-1       | Clasificación para el Mundial 2022  |
| 4  | 11 de octubre de 2021   | Stadion Feijenoord, Róterdam, Países Bajos  | Gibraltar | 6-0 | 6-0       | Clasificación para el Mundial 2022  |
| 5  | 14 de junio de 2023     | Stadion Feijenoord, Róterdam, Países Bajos  | Croacia   | 1-0 | 2-4       | Liga de Naciones de la UEFA 2022-23 |
| 6  | 22 de marzo de 2024     | Johan Cruyff Arena, Ámsterdam, Países Bajos | Escocia   | 4-0 | 4-0       | Partido amistoso                    |
| 7  | 10 de junio de 2024     | Stadion Feijenoord, Róterdam, Países Bajos  | Islandia  | 3-0 | 4-0       | Partido amistoso                    |
| 8  | 2 de julio de 2024      | Allianz Arena, Múnich, Alemania             | Rumania   | 0-2 | 0-3       | Eurocopa 2024                       |
| 9  | 2 de julio de 2024      | Allianz Arena, Múnich, Alemania             | Rumania   | 0-3 | 0-3       | Eurocopa 2024                       |
| 10 | 10 de junio de 2025     | Euroborg, Groninga, Países Bajos            | Malta     | 5-0 | 8-0       | Clasificación para el Mundial 2026  |
| 11 | 10 de junio de 2025     | Euroborg, Groninga, Países Bajos            | Malta     | 7-0 | 8-0       | Clasificación para el Mundial 2026  |

## Estadísticas

### Clubes
Actualizado al último partido disputado el 3 de mayo de 2025.
| Club                         | Div.          | Temporada     | Liga  | Liga  | Liga   | Copas nacionales | Copas nacionales | Copas nacionales | Copas internacionales | Copas internacionales | Copas internacionales | Total | Total | Total  |
| Club                         | Div.          | Temporada     | Part. | Goles | Asist. | Part.            | Goles            | Asist.           | Part.                 | Goles                 | Asist.                | Part. | Goles | Asist. |
| ---------------------------- | ------------- | ------------- | ----- | ----- | ------ | ---------------- | ---------------- | ---------------- | --------------------- | --------------------- | --------------------- | ----- | ----- | ------ |
| Jong PSV · Países Bajos      | 2.ª           | 2017-18       | 22    | 13    | 2      | ―                | ―                | ―                | ―                     | ―                     | ―                     | 22    | 13    | 2      |
| Jong PSV · Países Bajos      | Total club    | Total club    | 22    | 13    | 2      | 0                | 0                | 0                | 0                     | 0                     | 0                     | 22    | 13    | 2      |
| PSV Eindhoven · Países Bajos | 1.ª           | 2017-18       | 4     | 0     | 0      | 0                | 0                | 0                | 0                     | 0                     | 0                     | 4     | 0     | 0      |
| PSV Eindhoven · Países Bajos | 1.ª           | 2018-19       | 31    | 10    | 4      | 3                | 0                | 0                | 8                     | 1                     | 0                     | 42    | 11    | 4      |
| PSV Eindhoven · Países Bajos | 1.ª           | 2019-20       | 14    | 11    | 2      | 1                | 0                | 0                | 10                    | 6                     | 3                     | 25    | 17    | 5      |
| PSV Eindhoven · Países Bajos | 1.ª           | 2020-21       | 32    | 19    | 8      | 3                | 1                | 0                | 10                    | 7                     | 1                     | 45    | 27    | 9      |
| PSV Eindhoven · Países Bajos | Total club    | Total club    | 81    | 40    | 14     | 7                | 1                | 0                | 28                    | 14                    | 4                     | 116   | 55    | 18     |
| Borussia Dortmund · Alemania | 1.ª           | 2021-22       | 27    | 5     | 3      | 3                | 0                | 0                | 8                     | 4                     | 0                     | 38    | 9     | 3      |
| Borussia Dortmund · Alemania | 1.ª           | 2022-23       | 26    | 9     | 5      | 3                | 1                | 1                | 6                     | 0                     | 0                     | 35    | 10    | 6      |
| Borussia Dortmund · Alemania | 1.ª           | 2023-24       | 27    | 13    | 1      | 3                | 1                | 2                | 8                     | 1                     | 0                     | 38    | 15    | 3      |
| Borussia Dortmund · Alemania | 1.ª           | 2024-25       | 14    | 3     | 0      | 2                | 0                | 0                | 5                     | 2                     | 1                     | 21    | 5     | 1      |
| Borussia Dortmund · Alemania | Total club    | Total club    | 94    | 30    | 9      | 11               | 2                | 3                | 27                    | 7                     | 1                     | 132   | 39    | 13     |
| Aston Villa F. C. Inglaterra | 1.ª           | 2024-25       | 12    | 3     | 0      | 3                | 0                | 0                | 0                     | 0                     | 0                     | 15    | 3     | 0      |
| Aston Villa F. C. Inglaterra | Total club    | Total club    | 12    | 3     | 0      | 3                | 0                | 0                | 0                     | 0                     | 0                     | 15    | 3     | 0      |
| Total carrera                | Total carrera | Total carrera | 209   | 86    | 25     | 21               | 3                | 3                | 55                    | 21                    | 5                     | 285   | 110   | 33     |